# Stufa a legna
La stufa a legna è una stufa economica per il riscaldamento di un ambiente che utilizza la legna. In alcuni modelli si può utilizzare anche il carbone, un combustibile fossile che brucia come la legna, che però può nuocere alla salute se respirato e/o ingerito.

## Funzionamento
La stufa a legna utilizza il legname come combustibile; il suo scopo primario è quello del riscaldamento domestico, ma viene usata anche per cuocere i cibi, in quanto alcuni modelli - chiamati cucina economica - sono dotati di forno e/o pianale per la cottura.
Nasce dal suo predecessore: il "camino aperto" quando grazie all'industria metallurgica, si poterono effettuare fusioni di qualità e si decise di costruire stufe per confinare il fuoco al fine di evitare pericolosi incendi, migliorare le rese termiche e limitare il fumo nelle abitazioni.
Per il suo funzionamento la stufa a legna necessita di una canna fumaria o di un condotto di scarico dei fumi.
La stufa va pulita tutti i giorni dai residui di cenere, in modo da farla funzionare bene. Inoltre per non sopportare i disagi quotidiani di dover raccogliere la cenere con una scopa adatta, si può ricorrere all'aspiracenere, in modo da non sporcare il pavimento di casa e/o quello di un altro locale.
Nuovi modelli della stufa vengono fabbricati con la ghisa, con l'acciaio e con la ceramica.

## Vantaggi e svantaggi

### Vantaggi
Rispetto a tutte le altre stufe, questa stufa è la soluzione più economica per il riscaldamento. La stufa, inoltre, per funzionare non ha bisogno dell'elettricità.

### Svantaggi
La stufa, per poter funzionare bene, deve avere la canna fumaria in quanto il fumo prodotto dalla combustione del legno può creare problemi alla salute. Se ci sono dei problemi riguardo all'uscita del fumo si può ricorrere ad un aspiratore per comignoli.

## Galleria d'immagini

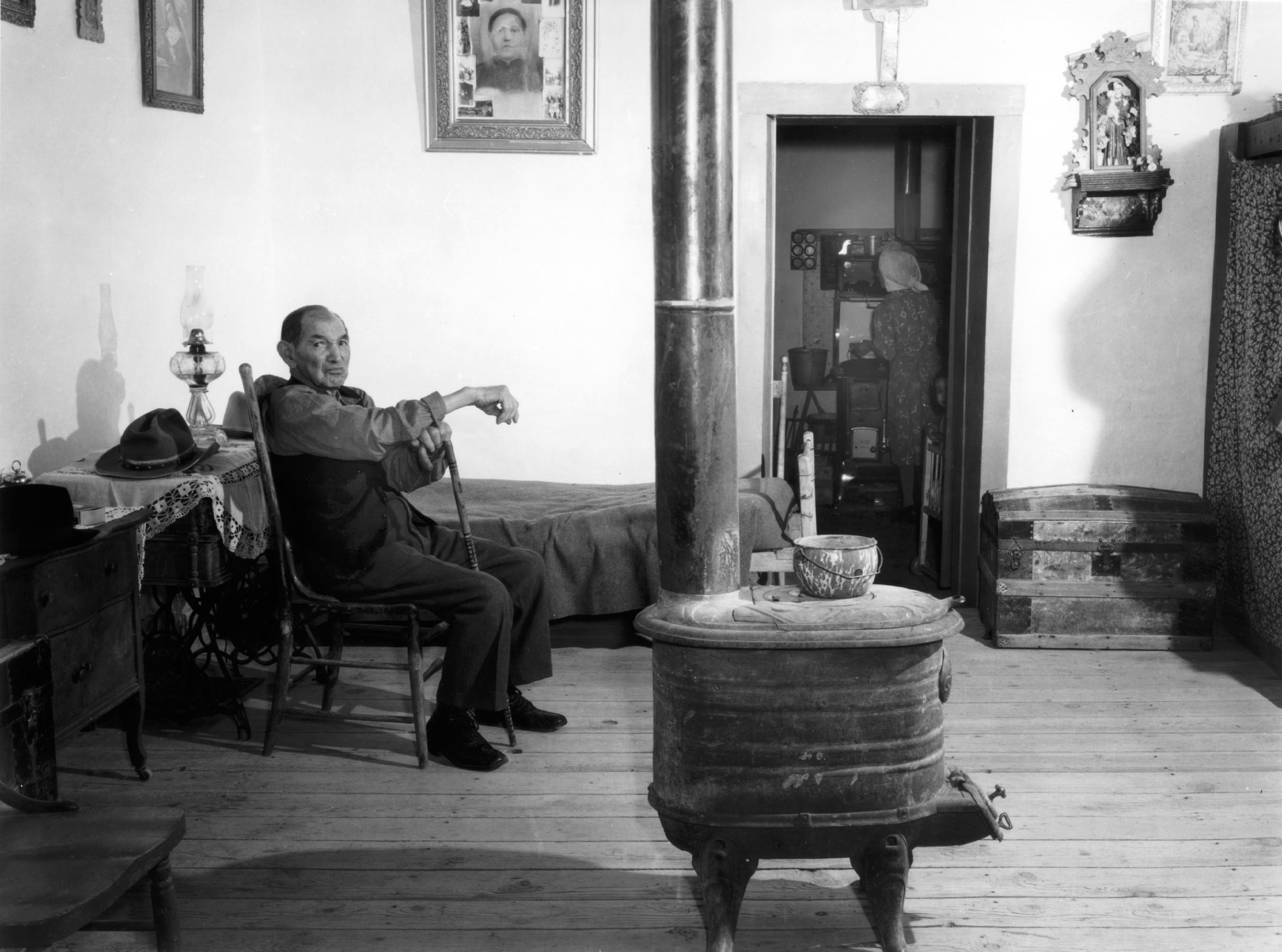
Una stufa a legna antica in Nuovo Messico
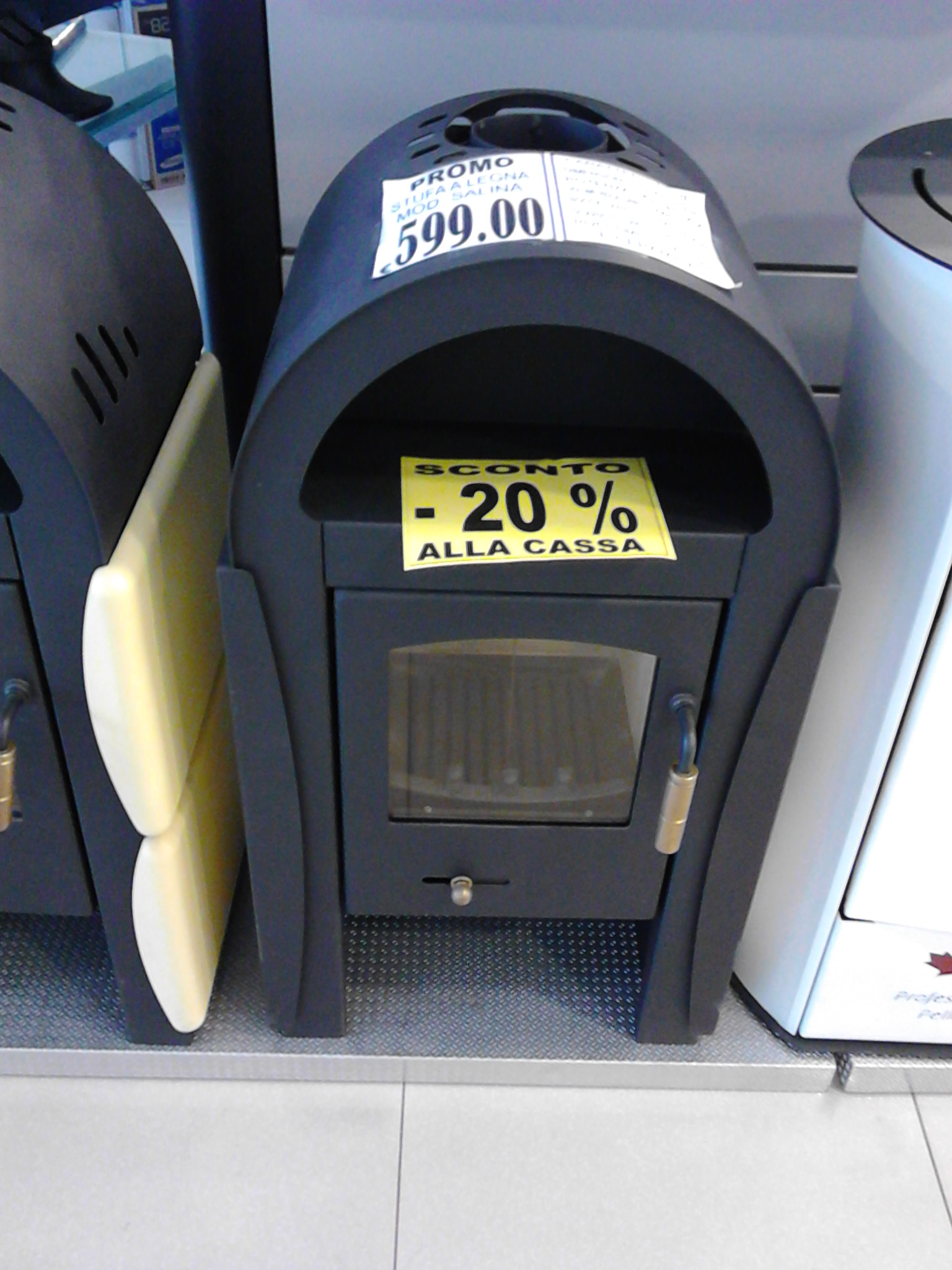
Una moderna stufa a legna rivestita in acciaio e ceramica
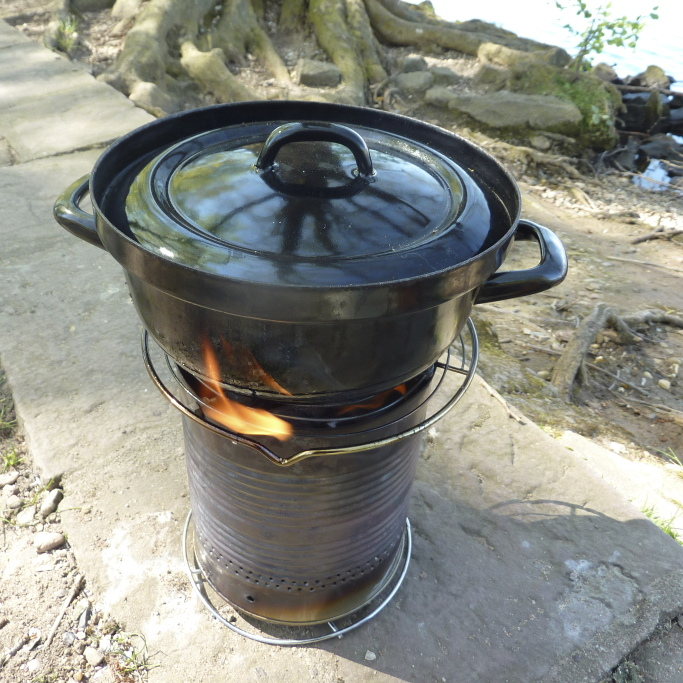
Cucina su una stufa improvvisata
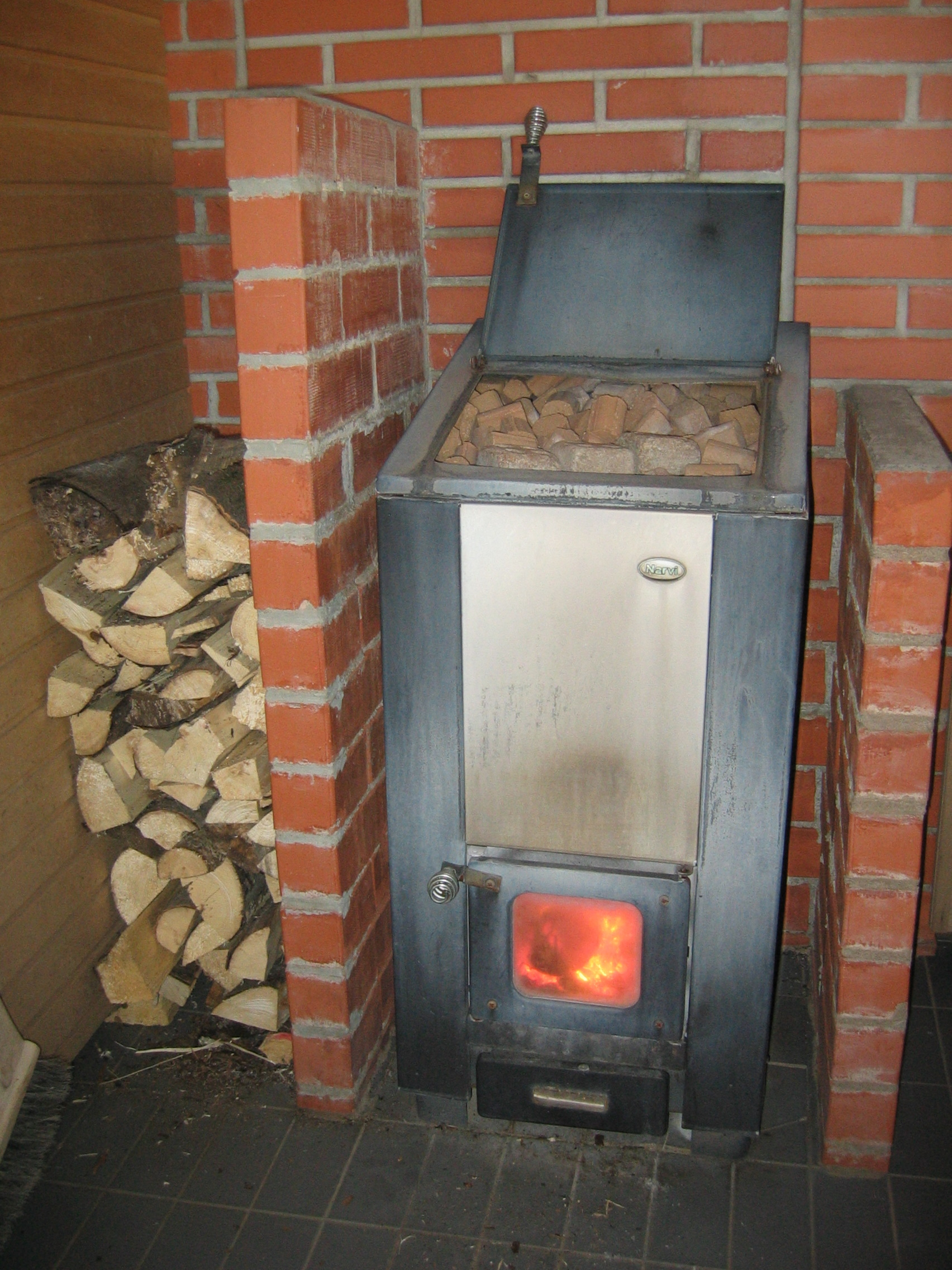
Stufa a legna all'interno di una sauna